# Ratnagiri (Odisha)

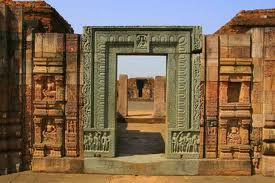
Ratnagiri

Ratnagiri ist eine historische buddhistische Klosteranlage im indischen Bundesstaat Odisha. Sie liegt auf einem Hügel und besteht neben einer großen Stupa und etwa 700 kleineren Stupas aus mehreren Tempel- und Klostergebäuden, die aus dem 5. bis 13. Jahrhundert stammen.

## Lage
Ratnagiri liegt im Distrikt Jajpur, etwa 70 Kilometer von der Stadt Cuttack entfernt im Tal des Birupa. In der Umgebung befinden sich weitere buddhistische Klosteranlagen, Udayagiri und Lalitgiri.

## Grabungsgeschichte
Die erste Erwähnung der Anlage erschien 1906 im Cuttack District Gazetteer in einem Report eines Offiziers des Distrikts Jajpurs. Organisierte Ausgrabungen wurden erstmals 1958 bis 1961 durch den Archaeological Survey of India vorgenommen. Erst etwa 20 Jahre später erschienen die Ergebnisse, herausgegeben von Debala Mitra. Zahlreiche Statuen wurden aus der Klosteranlage entfernt und in Museen untergebracht, so etwa im Indian Museum in Kalkutta, dem Patna Museum, dem Nationalmuseum Neu-Delhi, dem Odisha State Museum und dem Brooklyn Museum.

## Bauten
Es gibt zwei Hauptklosteranlagen in Ratnagiri, von denen die Kloster 2 genannte Anlage die ältere ist und im Ursprung möglicherweise noch weiter als ins 5. Jahrhundert zurückreicht. Dieser Baukomplex hatte noch zwei weitere Bauperioden im 7. Jahrhundert und im 11. Jahrhundert. Kloster 1 ist die größere der beiden Anlagen. Ihre ersten Bauten stammen aus dem 8. Jahrhundert, weitere Bautätigkeit gab es im 11. Jahrhundert. Im 16. Jahrhundert gab es erneut Bautätigkeiten, bei der unter anderem auch die Hauptstupa restauriert wurde. Die Buddhastatue im Heiligtum des Klosters 1 ist die häufig angetroffene Figur des sitzenden Buddhas. In Kloster 2 findet sich eine andere Figur im Heiligtum, ein Buddha, der aus dem Trayastrimsa-Himmel herabsteigt.
Ein weiteres bedeutendes Gebäude ist ein Mahakala Tempel aus dem späten 11. Jahrhundert. Sein Heiligtum ziert eine zweiarmige Mahakalastatue.

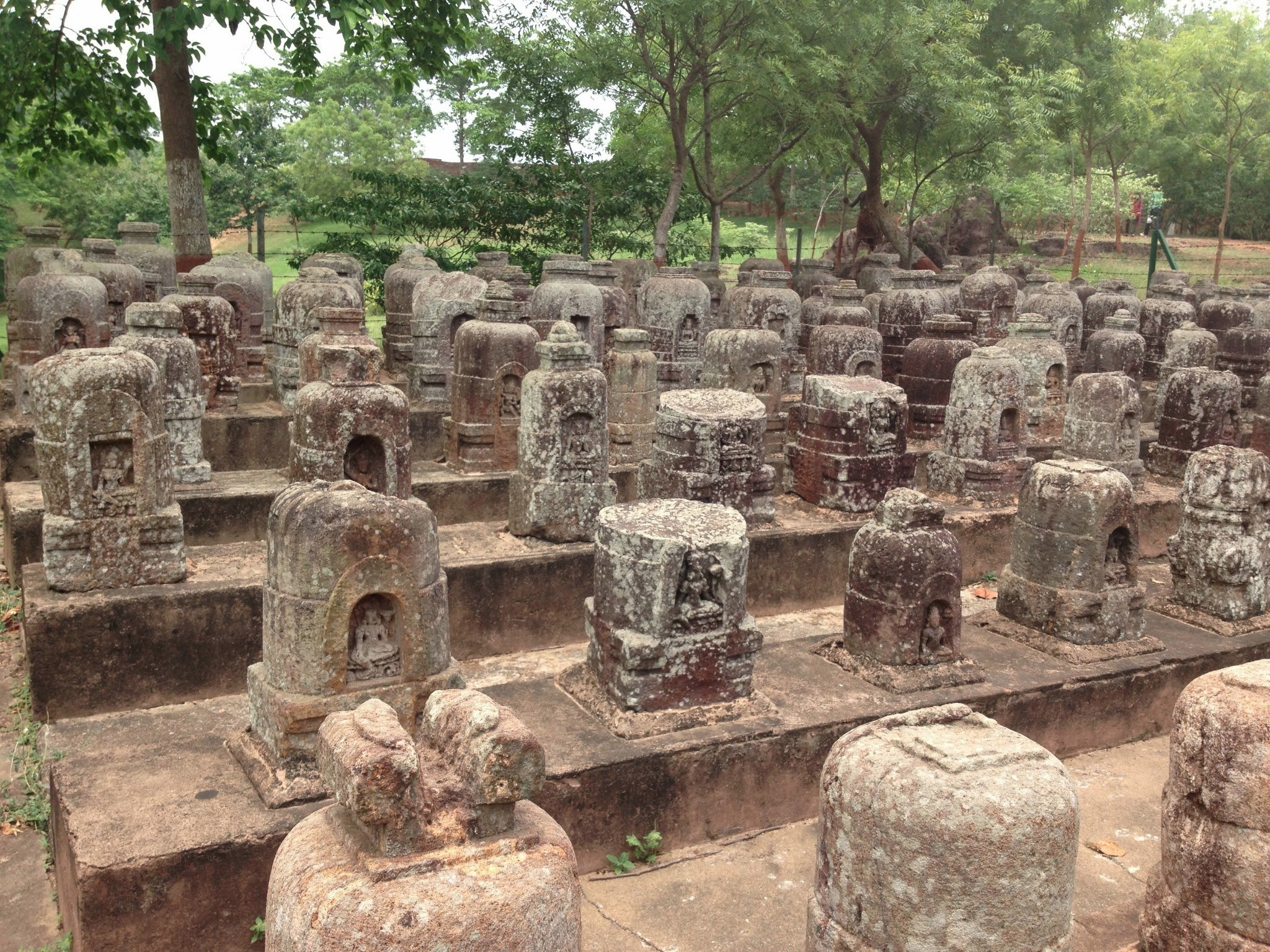
Monolithische Stupas in Ratnagiri

Die über 700 monolithische Stupas sind nicht nur wegen ihrer großen Zahl erwähnenswert, ihre Ikonographie ist ebenfalls bedeutsam. Sie zeigen vorwiegend Gottheiten aus dem Mahayana und Vajrayana-Buddhismus. Ein Großteil dieser Stupas, 535, befinden sich auf der südwestlichen Seite des Hauptgebiets der Stupas. Die meisten stammen aus dem 9. bis 13. Jahrhundert und wurden lokal hergestellt.